# Mount Meager
Der Mount Meager, auch bekannt als The Cathedral oder Q̓welq̓welústen in der Sprache Lillooet, ist ein 2650 m hoher Berg mit einer Schartenhöhe von 220 m im Südwesten der kanadischen Provinz British Columbia, im Squamish-Lillooet Regional District.

## Geographie
Der Mount Meager liegt in den Pacific Ranges der Coast Mountains. Er stellt den zweithöchsten Gipfel im Mount-Meager-Massiv dar, einer Gruppe untereinander verbundener Schichtvulkane im Garibaldi-Vulkangürtel.
Der Berg war der Ursprung des Mount-Meager-Erdrutsches von 2010. Am 6. August stürzte der 2554 m hohe Gipfel des Mt. Meager in einer Serie gewaltiger Steinschläge zusammen. Die Steinschläge bildeten einen riesigen Schuttstrom, welcher den Meager Creek für etwa einen Tag aufstaute. Der natürliche Staudamm war etwa 30 m hoch und staute einen temporären See von 4 km Länge. Der Schuttstrom querte auch den Lillooet River unterhalb und löschte eine Forststraße auf der gegenüberliegenden Seite des Lillooet River aus. Die Reaktion des Notfall-Personals, die einen Dammbruch am Meager Creek befürchteten, bestand darin, die Einwohner der Schwemmebene des Lillooet River anzuweisen, sich im Dorf Pemberton, 55 km flussab, und in der Lil'wat-Gemeinde am Mount Currie in Sicherheit zu bringen.